# Stowarzyszenie na Rzecz Rozwoju Sztucznej Inteligencji
Stowarzyszenie na Rzecz Rozwoju Sztucznej Inteligencji (ang. Association for the Advancement of Artificial Intelligence, używany skrót AAAI) – międzynarodowe stowarzyszenie naukowe zajmujące się promowaniem badań nad sztuczną inteligencją i jej odpowiedzialnym wykorzystaniem. Organizuje konferencje, warsztaty i sympozja w celu wspierania dyskusji i rozpowszechniania wyników badań nad sztuczną inteligencją. Angażuje się w akcje mające na celu edukowanie całego społeczeństwa, a w szczególności profesjonalistów, na tematy związane ze sztuczną inteligencją oraz promowanie etycznych praktyk w zakresie jej rozwoju i wdrażania. AAAI jest organizacją non-profit.

## Historia
Organizacja została założona w 1979 roku pod nazwą „American Association for Artificial Intelligence”, lecz zmieniła ją w 2007 roku na „Association for the Advancement of Artificial Intelligence”.

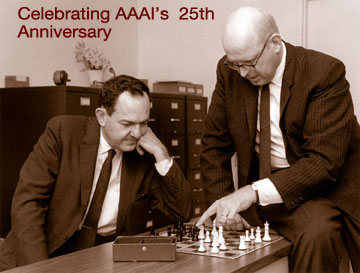
Allen Newell i Herbert A. Simon

W ciągu pierwszych 10 lat swojego istnienia frekwencja na krajowych konferencjach AAAI była ogromna, co pozwoliło organizacji na zgromadzenie dużego kapitału finansowego. Wraz z rozwojem sztucznej inteligencji jej poddyscypliny stały się tak wyspecjalizowane, że powstawać zaczęły odrębne konferencje poświęcone tylko im. Spowodowało to odejście części uczestników i sponsorów od AAAI. Dyskusje na temat pomysłów i planów zwiększenia członkostwa i frekwencji na konferencjach były podstawą posiedzeń Rady Wykonawczej AAAI od wczesnych lat 90. Doszło do napięcia między tymi, którzy chcą chronić kapitał poprzez ograniczanie wydatków, a tymi, którzy twierdzili, że AAAI powinno wydawać swoje fundusze na rzeczy, które mogą służyć jako inwestycje w przyszłość, na przykład poprzez sponsorowanie konkursów robotów, aby przyciągnąć młodych ludzi do AI. Zatrzymanie spadku liczby członków i frekwencji na konferencjach okazało się tak trudne, że niektórzy defetyści żartobliwie sugerowali zamknięcie AAAI i rozdysponowanie funduszy pozostałym członkom. Jednak aktywa AAAI zostały dobrze alokowane, a kapitał skorzystał bardzo na wzrostach na giełdzie w latach 1990s. Nieżyjący już Norm Nielsen, długoletni skarbnik AAAI, co roku ostrzegał przed koniecznością oszczędzania funduszy na czarną godzinę; każdego roku, pomimo hojnych wydatków na działalność AAAI, fundusz wzrastał. Chociaż AAAI ucierpiało w wyniku spowolnienia rynkowego na początku 2000 roku, jego kapitał jest wciąż spory, a frekwencja na konferencjach ustabilizowała się.
W ciągu lat organizacji przewodniczyły znane osoby z dziedziny informatyki, takie jak Allen Newell, Edward Feigenbaum, Marvin Minsky i John McCarthy. Od lipca 2022 roku funkcję prezydenta stowarzyszenia pełni Francesca Rossi.

## Działalność
AAAI świadczy wiele usług dla społeczności zajmującej się sztuczną inteligencją. Każdego roku sponsoruje wiele konferencji i sympozjów, a także udziela wsparcia 14 czasopismom z dziedziny sztucznej inteligencji.

### Cele
- Promowanie badań nad sztuczną inteligencją i odpowiedzialnego korzystania z niej
- Zwiększanie publicznego zrozumienia sztucznej inteligencji
- Poprawa nauczania i szkolenia praktyków sztucznej inteligencji
- Pomoc planistom i fundatorom badań w zakresie znaczenia i potencjału obecnych i przyszłych kierunków rozwoju sztucznej inteligencji[2].

### Konferencje i sympozja
AAAI jest gospodarzem corocznej konferencji AAAI na temat sztucznej inteligencji, jednej z wiodących konferencji w tej dziedzinie, na której naukowcy z całego świata prezentują swoje najnowsze prace, od badań teoretycznych po praktyczne zastosowania. Tematy poruszane na tych konferencjach mogą obejmować uczenie maszynowe, lingwistykę obliczeniową, robotykę, sztuczną inteligencję w opiece zdrowotnej, kwestie etyczne w sztucznej inteligencji i wiele innych.
Wartym wyróżnienia jest jedno z największych przedsięwzięć związanych ze sztuczną inteligencją, współorganizowanych przez AAAI i Uniwersytet Stanforda — projekt One Hundred Years Study on Artificial Intelligence. Są to, zapoczątkowane przez Erica Horvitza w 2014 roku, podłużne badania nad wpływem sztucznej inteligencji na człowieka i społeczeństwo. Z raportów publikowanych w ramach AAAI można dowiedzieć się, że główne obszary zainteresowań i refleksji naukowców to edukacja, opieka zdrowotna, transport, bezpieczeństwo publiczne, rozrywka, praca oraz zatrudnienie i problemy społeczne ubogich (w tym zastępowanie ludzi robotami).

### Publikacje
Każdego roku AAAI publikuje prawie sto materiałów, raportów technicznych, zredagowanych zbiorów i wydań czasopism w formie papierowej, CD i elektronicznej.
AAAI wydaje kwartalną publikację, AI Magazine, która ma na celu rozpowszechnianie istotnych nowych badań i literatury w całej dziedzinie sztucznej inteligencji oraz pomaganie członkom stowarzyszenia w śledzeniu badań wykraczających poza ich specjalizacje. Magazyn jest wydawany nieprzerwanie od 1980 roku.

## Nagrody i wyróżnienia AAAI
Co roku AAAI docenia swoich członków, szanowanych członków społeczności AI i obiecujących studentów, przyznając im nagrody i wyróżnienia.
- Członek rzeczywisty AAAI (Fellow AAAI)
- Nagroda AAAI Classic Paper Award
- Nagroda AAAI/ACM SIGAI za rozprawę doktorską
- Nagroda AAAI za wybitną służbę (AAAI Distinguished Service Award}
- Nagroda ACM/AAAI Allena Newella
- Certyfikaty uznania AAAI (AAAI Certificates of Appreciation)
- Nagrody i uznanie za konferencję AAAI (AAAI Conference Paper Awards and Recognition)
- Nagroda AAAI za sztuczną inteligencję dla dobra ludzkości (AAAI Award for Artificial Intelligence for the Benefit of Humanity)
- Nagroda Feigenbauma (The Feigenbaum Prize)
- Nagrody za Innowacyjne zastosowania sztucznej inteligencji (Innovative Applications of Artificial Intelligence Awards)
- Nagroda dla wybitnego nauczyciela im. Patricka Henry'ego Winstona (Patrick Henry Winston Outstanding Educator Award)
- Nagroda za wykład pamięci Roberta S. Engelmore'a[13] (Robert S. Engelmore Memorial Lecture Award)
- Nagrody AAAI ISEF na Międzynarodowych Targach Nauki i Inżynierii {AAAI ISEF Awards)
- Nagrody AAAI w dziedzinie robotyki (AAAI Robotic Awards)
- Status Członka Seniora AAAI (AAAI Senior Member Status)
- Nagrody za Program Konferencji AAAI i dla członków Komitetu Programowego (AAAI Conference Senior Program and Program Committee Awards)
- Nagrody za filmy edukacyjne AAAI dotyczące sztucznej inteligencji (AAAI Educational AI Videos)[14]

## Zarząd i członkostwo
AAAI jest zarządzane przez Komitet Wykonawczy (Executive Committee) i Radę Wykonawczą (Executive Council).
W skład Komitetu Wykonawczego wchodzą: Prezydent, Prezydent elekt, Prezydent minionej kadencji i Sekretarz-skarbnik (Art. X sec. 9 Statutu AAAI).
W skład Rady Wykonawczej wchodzi: czterech członków Komitetu Wykonawczego, dwunastu członków Rady Wykonawczej wybieranych przez członków Stowarzyszenia AAAI; oraz sześciu przewodniczących komitetów Nominacji (Nominating), Konferencji (Conference), Sympozjów (Symposium), Publikacji (Publications), Członków Rzeczywistych AAAI (AAAI Fellows) i Finansów (Finance), którzy pełnią swoje funkcje z urzędu i bez prawa głosu (Art. VIII Statutu AAAI). Szczegółowe kompetencje Komitetu Wykonawczego i Rady Wykonawczej zostały określone w Statucie AAAI.
AAAI jest otwarte dla wszystkich zainteresowanych badaniami i rozwojem sztucznej inteligencji. By zostać członkiem AAAI wymagane jest założenie konta na oficjalnej stronie i dokonanie opłaty o odpowiedniej wysokości.